# Paradeloparius brincki
Paradeloparius brincki är en skalbaggsart som beskrevs av Bengt-Olof Landin 1959. Paradeloparius brincki ingår i släktet Paradeloparius och familjen Aphodiidae. Inga underarter finns listade i Catalogue of Life.